# Nomia tetrazonata
Nomia tetrazonata är en biart som beskrevs av Cockerell 1910. Nomia tetrazonata ingår i släktet Nomia och familjen vägbin.

## Underarter
Arten delas in i följande underarter:
- N. t. tetrazonata
- N. t. uvaldensis